# Романов (Подгайцевская сельская община)
Рома́нов (укр. Романів) — село в Подгайцевской сельской общине Луцкого района Волынской области Украины.
Код КОАТУУ — 0722885601. Население по переписи 2001 года составляет 774 человека. Почтовый индекс — 264117. Телефонный код — 332. Занимает площадь 1,07 км².